# Бердишла
Бердишла́ (рос. Бердышла, башк. Бәрҙешле) — присілок у складі Ішимбайського району Башкортостану, Росія. Входить до складу Петровської сільської ради.
Населення — 212 осіб (2010; 254 в 2002).
Національний склад:
- башкири — 92%